# Vallbona
Vallbona este un cartier din districtul 8, Nou Barris, al orasului Barcelona.

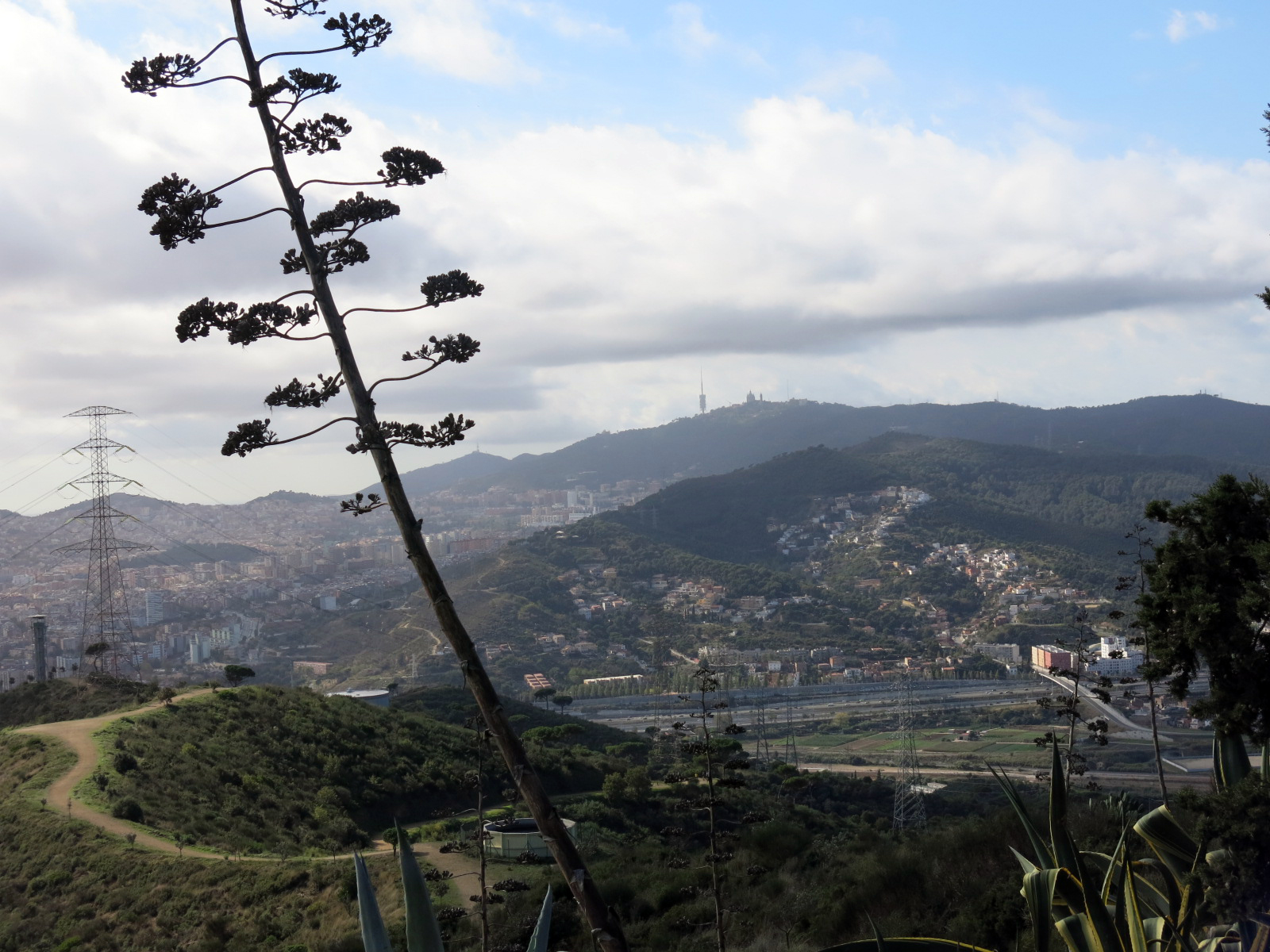
Cartierul Vallbona